# کاتن اند
کاتن اند (به انگلیسی: Cotton End) یک روستا در بریتانیا است که در ایست‌کاتن واقع شده‌است. کاتن اند ۸۳۸ نفر جمعیت دارد.